# Episodi di Pinky and the Brain (prima stagione)
La prima stagione della serie animata Pinky and the Brain è andata in onda dal 9 settembre 1995 al 12 maggio 1996.
| nº | Titolo o                        | Titolo italiano                | Prima TV USA      | Prima TV Italia  |
| -- | ------------------------------- | ------------------------------ | ----------------- | ---------------- |
| 1  | Das Mouse                       | Das topo                       | 9 settembre 1995  | 25 novembre 1997 |
| 2  | Of Mouse and Man                | Uomini e topi                  | 10 settembre 1995 |                  |
| 3  | Tokyo Grows                     | Tokyo s'ingigantisce           | 17 settembre 1995 |                  |
| 3  | That Smarts                     | Intelligenza da vendere        | 17 settembre 1995 |                  |
| 3  | Brainstem                       | Il bulbo                       | 17 settembre 1995 |                  |
| 4  | Pinky & the Fog                 | Mignolo e la nebbia            | 1 ottobre 1995    | 28 novembre 1997 |
| 4  | Where No Mouse Has Gone Before  | Dove nessuno è mai andato      | 1 ottobre 1995    | 28 novembre 1997 |
| 4  | Cheese Roll Call                | Formaggi all'appello           | 1 ottobre 1995    | 28 novembre 1997 |
| 5  | Brainania                       | Profania                       | 12 novembre 1995  | 2 dicembre 1997  |
| 6  | TV or Not TV                    | TV o non TV                    | 19 novembre 1995  |                  |
| 7  | Napoleon Brainaparte            | Napoleone Profaparte           | 26 novembre 1995  |                  |
| 8  | A Pinky and the Brain Christmas | Il Natale di Mignolo e Prof    | 13 dicembre 1995  |                  |
| 9  | Snowball                        | Palla di neve                  | 20 gennaio 1996   |                  |
| 10 | Around the World in 80 Narfs    | Il giro del mondo in 80 nacchi | 3 febbraio 1996   |                  |
| 11 | Fly                             | Volare                         | 11 febbraio 1996  | 5 dicembre 1997  |
| 12 | Ambulatory Abe                  | Abramo ambulante               | 25 febbraio 1996  |                  |
| 12 | Mouse of La Mancha              | Il topo della Mancha           | 25 febbraio 1996  |                  |
| 13 | The Third Mouse                 | Il terzo topo                  | 12 maggio 1996    |                  |
| 13 | The Visit                       | La visita                      | 12 maggio 1996    |                  |